# Website spoofing
Website spoofing é o ato de criar um website, como um hoax, com a intenção de enganar leitores, fazendo-os acreditar que o website foi criado por uma pessoa ou organização diferente. Normalmente, o website adota o estilo do website alvo e algumas vezes possui um URL similar.
Outra técnica é utilizar um URL 'chaveado'. Utilizando redirecionamento de domínio, ou inserindo caracteres de controle, o URL pode aparecer ser genuíno ao dissimular o endereço verdadeiro do website.
O objetivo pode ser fraudulento, frequentemente associado a phishing ou e-mail spoofing, ou para criticar ou fazer graça com pessoa ou organização cujo site falso propõe representar.
Como exemplo do uso desta técnica para parodiar uma organização, em novembro de 2006 dois websites falsos foram produzidos para alegar que a Microsoft havia comprado o Firefox e lançado o Microsoft Firefox 2007.